# Античен одеон (Пловдив)
Античният одеон на Филипопол е изпълнявал функцията на седалище на градския съвет на античния град (булевтерион), като впоследствие се използва за театрална сграда

Построен е по времето на Император Адриан като са разпознати четири строителни периода на сградата: от II до IV век. Както в античността, така и днес Одеонът се използва за камерни театрални, музикални и литературни прояви. Наличието на сграда с такова функционално предназначение в централната част на Античния град дава основание да се предполага голямата значимост на Филипопол като културно и политическо средище.

## Местоположение
Одеонът на Филипопол е разположен на ул. „Ген. Гурко“, в североизточния ъгъл на Форума (Агората) на града. В близост до него са централната пешеходна улица на Пловдив и сградата на централна поща. Естествената връзка между Одеонът и Форума на Филипопол е прекъсната при изграждането на бул. „Княгиня Мария Луиза“.

## Одеонът
Одеонът представлява правоъгълен в план обем и съдържа всички елементи, характерни за покритите театри: скене, орхестра и кавея. Скенето е сравнително тясно по размер, като дължината му обхваща цялата широчина на кавеята. Проскеният (подиумът) е бил с 1,50 м. по-висок от нивото на орхестрата. Фасадата на скенето в интериор е била с голяма височина. Това предположение се основава на височината, която достига конструкцията носеща кавеята, както и на факта, че скенето е било двуетажно, изпълнено в характерната за периода коринтска ордерна система от римски тип. Наличието на вертикални жлебове в стената на скенето предполага наличие на конструкция за повдигане и сваляне на завеса, което от своя страна е характерно за една театрална сграда.
Характерно за римските провинции, първоначално орхестрата е била с подковообразен план. Последният строителен период обаче намалява орхестрата и тя придобива полукръгла форма. Настилката ѝ е от големи мраморни плочи, които в прехода към кавеята са ограничени с ортостати, изпълнени от същия материал. В източния си край орхестрата е ограничена от зид, който служи за опора в най-ниската част на радиално разположените зидове, носещи зрителните места на кавеята.
В план кавеята е концентрична на орхестрата и я огражда от източната ѝ страна. Зрителските места са били между 300 – 350 и са разположени стъпаловидно за по-добра видимост за всички посетители. Кавеята се носи от сводова конструкция, при която всеки свод е с форма на пресечен конус. Конструкцията на кавеята е характерна за строителното майсторство на римляните. По сходен начин, със същата конструктивна система, е изпълнено и зрителното поле на Колизеума в Рим. Кавеята на Одеона е отделена от скенето посредством пародоси.

## Консервация и реставрация
Одеонът на Филипопол е открит през 1988 г. от археолозите З. Димитров и Мая Мартинова. През 1995 г. Одеонът е обявен за културна ценност от национално значение като част от форумния комплекс. Благодарение на помощта на Фондация Левентис през 2002 г. са извършени консервационно-реставрационни дейности и Одеонът на Филипопол е отворен за посетители.
- Одеонът преди реставрацията, 1992 г.
- Разкритите останки от Одеона преди реставрацията, 1997 г.
- Културни събития след реставрацията

## Галерия
- Одеон на Филипопол